# Doppeltes Holz
Als doppeltes Holz bezeichnet man die in einem Sinfonieorchester häufig vorkommende Besetzung der Holzbläser von acht Musikern:
- 2 Flöten (2. Flöte teilweise auch als Piccolo)
- 2 Oboen
- 2 Klarinetten (in A, B, oder C)
- 2 Fagotte (2. Fagott teilweise auch als Kontrafagott)

Diese Besetzung entwickelte sich mit der Etablierung der Klarinette in der Wiener Klassik zum Standard in der sinfonischen Musik. Der Begriff „doppeltes Holz“ wird bei der Angabe der Instrumentierung von Orchesterwerken oft als Abkürzung verwendet, um die Besetzungsliste zu verkürzen.
In der Romantik wurden die Orchester und damit auch die Holzbläsergruppe größer. Es finden sich dann Werke für dreifach besetztes Holz, also drei Spielern pro Instrument, häufig mit weiteren Sonderinstrumenten wie Bassklarinette, Es-Klarinette und Englischhorn, so dass die Holzbläsergruppe auf zwölf Spieler anwächst.
In seltenen Fällen, wenn die Streicher besonders stark besetzt sind, werden einzelne oder sogar alle Bläserstimmen verdoppelt. Man spricht dann von verdoppeltem Holz.